# Partido de la Justicia (Turquía)
El Partido de la Justicia (en turco: Adalet Partisi, AP) fue un partido político turco en las décadas de 1960 y 1970. Descendiente del Partido Demócrata, el AP estaba liderado por Süleyman Demirel, quien se desempeñó seis veces como primer ministro y ocupaba el cargo en el momento del golpe militar del 12 de septiembre de 1980. Junto con todos los demás partidos políticos en Turquía, el Partido de la Justicia fue suprimido inmediatamente después del golpe. Posteriormente se restableció como el Partido del Verdadero Camino en 1983.
El Partido de la Justicia era un partido conservador liberal. Abogó por los principios kemalistas, la democracia parlamentaria y la economía de mercado. Apoyó firmemente la pertenencia a la OTAN y las estrechas relaciones con Estados Unidos.

## Historia
Fue fundado en 1961 por el general retirado Ragıp Gümüşpala y pronto se impuso electoralmente en diversas elecciones, donde su principal rival era el Partido Republicano del Pueblo de İsmet İnönü. Desde 1964 el líder del partido fue Süleyman Demirel, quien ganó las elecciones de 1965 y 1969 gracias al apoyo de los campesinos y pequeños empresarios de Anatolia. A principios de 1970 empezó a perder peso específico debido a la crisis económica y el ascenso de los partidos religiosos y ultraderechistas. Aunque el partido no obtuvo el primer lugar en las elecciones de 1973 y 1977, Demirel logró formar gobierno. Tras el golpe de Estado de 1980 el partido fue suprimido y su puesto lo ocupó desde 1983 el Partido del Verdadero Camino.